# Šumska rovčica
Šumska rovčica (лат. Sorex araneus), poznata i kao evroazijska rovčica, najčešća je vrsta rovčice i jedan od najčešćih vrsta sisara, naročito u Severnoj Evropi. Duga je 55 do 82 milimetra i teška 5 do 12 grama. Ima baršunasto tamno smeđe krzno sa bledom donjom stranom. Jovenilne jedinke imaju svetlije krzno do prvoga presvlačenja. Šumska rovčica ima male oči, šiljastu, pokretnu njušku i zube sa crvenim vrhovima. Životni vek im je oko 14 meseci. Aktivne su i danju i noću, uzimajući kratke periode odmora između relativno dugih naleta aktivnosti.

## Teritorija
Šumske rovčice nastanjuju šumama, travnjacima i živicama širom Britanije, Skandinavije i istočne Evrope. Svaka rovčica utvrdi stanište od 370 do 630 m². Mužjaci često povećavaju granice tokom sezone razmnožavanja kako bi pronašli ženke. Ovo životinje su ekstremno teritorijalne i agresivno će braniti svoj prostor od drugih jedinki. Gnezda prave pod zemljom ili pod gustom vegetacijom.

## Ishrana
Ishrana šumske rovčice je karnivorna i insektivorna. Zasnima se na insektima, puževima, paucima, glistama, a u obzir dolaze i vodozemci i sitni glodari. Ove životinje bi trebalo dnevno da unose 200-300% svoje telesne težine u hrani da bi preživele. Rovčica mora da jede svaka 2 do 3 sata da bi postigla ovaj cilj. Ako ostane bez hrane, gladovaće duže od nekoliko sati. Tokom zime ne ulaze u stanje hibernacije pošto su njihova tela premala za skladištenje dovoljno masnih rezervi.
Šumske rovčice su razvile neverovatnu karakteristiku da bi preživele zimu. Njihove lobanje se smanjuju za gotovo 20%, a mozak im se smanjuje za čak 30%. Njihovi ostali organi takođe gube na masi, a kičma im se skraćuje. Njihova ukupna telesna masa opada za oko 18%. Kada dođe proleće, rastu sve dok ne dostignu otprilike svoju originalnu veličinu. Naučnici veruju da pad temperature pokreće njihova tela da razgrade koštano tkivo i apsorbuju ga. Kako temperature počinju da rastu početkom proleća, njihova tela počinju da obnavljaju izgubljenu koštanu masu. Ovo značajno smanjuje njihove potrebe za hranom i povećava njihove šanse da prežive zimu. Rovčice imaju loš vid, pa umesto toga koriste svoja odlična čula mirisa i sluha da pronađu hranu.

## Razmnožavanje
Sezona parenja šumskih rovčica traje od aprila do septembra, ali je vrhunac u letnjim mesecima. Nakon gestacijskog perioda od 24 do 25 dana, ženka okoti leglo od pet do sedam mladunaca. Ženka svake godine okoti 2 do 4 legla. Mladi postaju nezavisni u roku od 22 do 25 dana. Mlade rovčice često formiraju karavan iza majke, a svaka nosi rep svoje braće u ustima. 